# Karjala Cup 2024
Karjala Cup 2024 se konal od 7. do 10. listopadu 2024 v Helsinkách. Turnaje se zúčastnily reprezentace Česka, Švýcarska, Finska a Švédska. Pět utkání se odehrálo v Helsinki Ice Hall, v Helsinkách. Zápas mezi Českem a Švédskem ve KV Aréně ve Karlových Varech.

## Zápasy
| 7. listopadu 2024 17:00 | Česko | 5 : 2 (3:0, 1:1, 1:1) | Švédsko | KV Arena, Karlovy Vary Návštěvnost: 5 738 |  |

| Report | |                             |                                          |                                                                       |
| Ondřej Kacetl | Ondřej Kacetl | Brankáři                    | Erik Källgren                            | Rozhodčí: Cedric Borga Micha Hebeisen Čároví: Petr Šimánek Josef Špůr |
| Gazda 07:02' Pyrochta (Kovařčík) 10:02' Kousal (Kaut, Kodýtek) 16:55' Gazda (Pyrochta) 37:26' Flek (Kantner, do prázdné branky) 59:17' | Gazda 07:02' Pyrochta (Kovařčík) 10:02' Kousal (Kaut, Kodýtek) 16:55' Gazda (Pyrochta) 37:26' Flek (Kantner, do prázdné branky) 59:17' | 1:0 2:0 3:0 3:1 4:1 4:2 5:2 | 23:00' Rasmussen 47:10' Lang (Bengtsson) | Rozhodčí: Cedric Borga Micha Hebeisen Čároví: Petr Šimánek Josef Špůr |
| 4 min | 4 min | Tresty                      | 4 min                                    | Rozhodčí: Cedric Borga Micha Hebeisen Čároví: Petr Šimánek Josef Špůr |
| 19 | 19 | Střely                      | 29                                       | Rozhodčí: Cedric Borga Micha Hebeisen Čároví: Petr Šimánek Josef Špůr |

| 7. listopadu 2024 17:30 | Švýcarsko | 2 : 3 PP (0:0, 2:0, 0:2 – 0:1) | Finsko | Helsinki Ice Hall, Helsinky Návštěvnost: 4 554 |  |

| Report                                                         |                                                                |                     | |                                                                              |
| Stephane Charlin                                               | Stephane Charlin                                               | Brankáři            | Harri Säteri                                                                                               | Rozhodčí: Daniel Eriksson Richard Magnusson Čároví: Luka Mäkinen Niko Nurmio |
| Chanton (Malgin, Riat) 27:51' Herzog (Senteler, Simion) 37:16' | Chanton (Malgin, Riat) 27:51' Herzog (Senteler, Simion) 37:16' | 1:0 2:0 2:1 2:2 2:3 | 45:37' Lehtonen (Puistola, Oksanen) 54:03' Pesonen (Ruohomaa, Rajala) 61:11' Salo (Ruohomaa, Ruotsalainen) | Rozhodčí: Daniel Eriksson Richard Magnusson Čároví: Luka Mäkinen Niko Nurmio |
| 8 min                                                          | 8 min                                                          | Tresty              | 4 min | Rozhodčí: Daniel Eriksson Richard Magnusson Čároví: Luka Mäkinen Niko Nurmio |
| 29                                                             | 29                                                             | Střely              | 26 | Rozhodčí: Daniel Eriksson Richard Magnusson Čároví: Luka Mäkinen Niko Nurmio |

| 9. listopadu 2024 12:30 | Švédsko | 3 : 4 SN (1:1, 1:1, 1:1 – 0:0 – 0:1) | Švýcarsko | Helsinki Ice Hall, Helsinky Návštěvnost: 1 225 |  |

| Report | |                                                            | |                                                                                |
| Jacob Johansson | Jacob Johansson | Brankáři                                                   | Gilles Senn | Rozhodčí: Joonas Kova Janne Wuorenheimo Čároví: Jussi Thomann Oskari Saarimäki |
| Bengtsson (Söderström, Lang) 19:28' Lang (Ehn, Folin) 26:38' Pettersson (Johnson, Tömmernes) 45:15' Karlkvist Steen Tömmernes Pettersson | Bengtsson (Söderström, Lang) 19:28' Lang (Ehn, Folin) 26:38' Pettersson (Johnson, Tömmernes) 45:15' Karlkvist Steen Tömmernes Pettersson | 0:1 1:1 2:1 2:2 2:3 3:3 Samostatné nájezdy 0:0 0:1 0:2 0:2 | 12:32' Andrighetto (Malgin, Riat) 38:53' Simion (Herzog) 41:17' Andrighetto (Kukan, Malgin) Andrighetto Riat Rochette | Rozhodčí: Joonas Kova Janne Wuorenheimo Čároví: Jussi Thomann Oskari Saarimäki |
| 6 min | 6 min | Tresty                                                     | 6 min | Rozhodčí: Joonas Kova Janne Wuorenheimo Čároví: Jussi Thomann Oskari Saarimäki |
| 29 | 29 | Střely                                                     | 30 | Rozhodčí: Joonas Kova Janne Wuorenheimo Čároví: Jussi Thomann Oskari Saarimäki |

| 9. listopadu 2024 16:00 | Finsko | 4 : 0 (2:0, 1:0, 1:0) | Česko | Helsinki Ice Hall, Helsinky Návštěvnost: 7 114 |  |

| Report                                                                                        |                                                                                               |                 |             |                                                                                |
| Emil Larmi                                                                                    | Emil Larmi                                                                                    | Brankáři        | Jakub Málek | Rozhodčí: Daniel Eriksson Richard Magnusson Čároví: Onni Hautamäki Teo Mäkinen |
| Pesonen 04:52' Rajala 19:36' Pesonen (Rajala, Lehtonen) 27:32' Ruotsalainen (Aaltonen) 45:29' | Pesonen 04:52' Rajala 19:36' Pesonen (Rajala, Lehtonen) 27:32' Ruotsalainen (Aaltonen) 45:29' | 1:0 2:0 3:0 4:0 |             | Rozhodčí: Daniel Eriksson Richard Magnusson Čároví: Onni Hautamäki Teo Mäkinen |
| 18 min                                                                                        | 18 min                                                                                        | Tresty          | 35 min      | Rozhodčí: Daniel Eriksson Richard Magnusson Čároví: Onni Hautamäki Teo Mäkinen |
| 24                                                                                            | 24                                                                                            | Střely          | 34          | Rozhodčí: Daniel Eriksson Richard Magnusson Čároví: Onni Hautamäki Teo Mäkinen |

| 10. listopadu 2024 12:30 | Česko | 5 : 2 (3:1, 2:1, 0:0) | Švýcarsko | Helsinki Ice Hall, Helsinky Návštěvnost: 1 303 |  |

| Report | |                             |                                                                     |                                                                          |
| Ondřej Kacetl | Ondřej Kacetl | Brankáři                    | Stéphane Charlin (od 21. minuty Gilles Senn)                        | Rozhodčí: Riku Brander Kristian Vikman Čároví: Niko Jusi Daniel Lindblom |
| Kondelík (Beránek) 03:08' Lenc (Pyrochta, Beránek) 17:41' R. Zohorna (Knot, Ščotka) 19:05' Kunc (Kaut, Kondelík) 36:36' Kaut (Špaček, Gazda) 38:43' | Kondelík (Beránek) 03:08' Lenc (Pyrochta, Beránek) 17:41' R. Zohorna (Knot, Ščotka) 19:05' Kunc (Kaut, Kondelík) 36:36' Kaut (Špaček, Gazda) 38:43' | 1:0 1:1 2:1 3:1 3:2 4:2 5:2 | 12:56' Chanton (Aebischer, Künzle) 33:11' Ambühl (Künzle, Baechler) | Rozhodčí: Riku Brander Kristian Vikman Čároví: Niko Jusi Daniel Lindblom |
| 2 min | 2 min | Tresty                      | 2 min                                                               | Rozhodčí: Riku Brander Kristian Vikman Čároví: Niko Jusi Daniel Lindblom |
| 28 | 28 | Střely                      | 20                                                                  | Rozhodčí: Riku Brander Kristian Vikman Čároví: Niko Jusi Daniel Lindblom |

| 10. listopadu 2024 16:00 | Finsko | 5 : 4 (0:2, 3:1, 2:1) | Švédsko | Helsinki Ice Hall, Helsinky Návštěvnost: 8 200 (vyprodáno) |  |

| Report | |                                     | |                                                                       |
| Harri Säteri | Harri Säteri | Brankáři                            | Jacob Johansson | Rozhodčí: Adam Kika Jakub Šindel Čároví: Tommi Niittylä Joniu Pekkala |
| Ruohonmaa (Pesonen) 24:24' Pesonen (Kinnunen, Leppänen) 29:58' Ranta (Kinnunen, Koivula) 36:00' Pesonen (Rajala, Salo) 49:51' Ruohomaa (Rajala) 54:35' | Ruohonmaa (Pesonen) 24:24' Pesonen (Kinnunen, Leppänen) 29:58' Ranta (Kinnunen, Koivula) 36:00' Pesonen (Rajala, Salo) 49:51' Ruohomaa (Rajala) 54:35' | 0:1 0:2 1:2 2:2 3:2 3:3 4:3 4:4 5:4 | 03:14' Sellgren (Friberg, Lang) 15:15' Steen (Pettersson, Peterson) 37:26' Rasmussen (Pettersson, Söderström) 50:58' Karlkvist (Pettersson, Söderström) | Rozhodčí: Adam Kika Jakub Šindel Čároví: Tommi Niittylä Joniu Pekkala |
| 6 min | 6 min | Tresty                              | 8 min | Rozhodčí: Adam Kika Jakub Šindel Čároví: Tommi Niittylä Joniu Pekkala |
| 28 | 28 | Střely                              | 17 | Rozhodčí: Adam Kika Jakub Šindel Čároví: Tommi Niittylä Joniu Pekkala |

## Tabulka
| Poř. | Tým       | Z | V | VP | PP | P | VG | OG | B |
| ---- | --------- | - | - | -- | -- | - | -- | -- | - |
| 1.   | Finsko    | 3 | 2 | 1  | 0  | 0 | 12 | 6  | 8 |
| 2.   | Česko     | 3 | 2 | 0  | 0  | 1 | 10 | 8  | 6 |
| 3.   | Švýcarsko | 3 | 0 | 1  | 1  | 1 | 8  | 11 | 3 |
| 4.   | Švédsko   | 3 | 0 | 0  | 1  | 2 | 9  | 14 | 1 |